# Ovidio Lari
Ovidio Lari (Fabbrica di Peccioli, 2 janvier 1919 – Fabbrica di Peccioli, 2 février 2007)  ecclésiastique italien qui est évêque d'Aoste de 1968 à 1994.

## Biographie
Ovidio Lari né à Fabbricia di Peccioli dans la province de Pise en Toscane est ordonné prêtre le  10 août 1941. il est chapelain de la Cathédrale de Volterra; docteur en théologie à l'Angelicum de Rome, professeur de littérature, philosophie et théologie au séminaire de Volterra de 1941 à 1968 et de Lettres au Séminaire Régional de Sienne de  1955 à 1958.
Il est directeur de l'hebdomadaire du diocèse de Volterra L'Araldo de  1953 à 1968 et chanoine de la Cathédrale de Volterra à partir de 1948. Il participe en tant qu'expert auprès de Marino Bergonzini, évêque de Voltera, au Concile Vatican II.
Il est nommé évêque d'Aoste  le 15 octobre 1968 et il est consacré le 30 novembre de la même année, par Marino Bergonzini évêque de Volterra, assisté de Abele Conigli évêque de Teramo et Altri et de Carlo Colombo évêque titulaire de Victoriana (de). Il fait son entrée dans son diocèse le 8 décembre 1968. Atteint par la limite d'âge il se démet de sa fonction le 30 décembre 1994, et se retire d'abord à Castelfiorentino puis à  Fabbrica di Peccioli dans sa province natale où il meurt le 2 février 2007 « évêque Émérite d'Aoste ».